# Život sa dečacima
Život sa dečacima (eng. Life with Boys) je kanadski tin sitkom emitovan na kanadskom kanalu YTV od 2011. do 2013. koju je stvorio Majkl Porjes. Serija je osvojila nagradu za najboljeg mladog umetnika 2013.

## Emitovanje i sinhronizacija
U Srbiji, Crnoj Gori, Bosni i Hercegovini i Makedoniji serija je premijerno prikazana 2013. na kanalu Nickelodeon na srpskom jeziku. Sinhronizaciju je radio studio Gold Digi Net. Sinhronizovana je samo prva sezona, a nema DVD izdanja.
Titlovana verzija je prikazana 2013. u Srbiji, Crnoj Gori, Bosni i Hercegovini i Makedoniji na kanalu Ultra TV.

## Spisak epizoda
Glavni članak: Spisak epizoda serije Život sa dečacima
Serija obuhvata dve sezone i ukupno 40 epizoda. Na srpskom je sinhronizovana i emitovana samo prva sezona, to jest samo 22 epizode.

## Likovi i uloge
| Ime lika       | Glumac |
| -------------- | ------ |
| Tes Foster     |        |
| Eli Bruks      |        |
| Gejb Foster    |        |
| Sem Foster     |        |
| Spenser Foster |        |
| Džek Foster    |        |
| Bobi Pareli    |        |
| Kejli          |        |
| Kloi           |        |
| Džesika Džons  |        |
| Baka Heder     |        |

## Spoljašnje veze
- Zvanični veb-sajt